# یاگسترا
یاگسترا (به اسپانیایی: Llagostera) یک شهرستان در اسپانیا است که در خرنا واقع شده‌است.

## خصوصیات
یاگسترا ۷۶٫۶۱ کیلومترمربع مساحت و ۷٬۹۱۵ نفر جمعیت دارد و ۶۰ متر بالاتر از سطح دریا واقع شده‌است.